# 飓风托马斯
飓风托马斯（英語：Hurricane Tomas）是有纪录以来在一年中以最晚日期吹袭向风群岛的热带气旋，也是2010年大西洋飓风季形成的第19场获得命名的风暴和第12场飓风。系统源于10月29日向风群岛以东的一股东风波，然后迅速增强成飓风，经过向风群岛并从距圣卢西亚非常近的洋面经过。达到萨菲尔-辛普森飓风等级下的二级飓风强度后，托马斯在加勒比海中部因强烈风切变和干燥空气的共同影响而迅速减弱成热带风暴，但接下来又重新组织，在向风海峡附近重新达到飓风标准。